# Zhenhai Shuiku
Zhenhai Shuiku är en reservoar i Kina. Den ligger i provinsen Guangdong, i den södra delen av landet, omkring 96 kilometer sydväst om provinshuvudstaden Guangzhou. Zhenhai Shuiku ligger 25 meter över havet. Arean är 5,2 kvadratkilometer. I omgivningarna runt Zhenhai Shuiku växer i huvudsak städsegrön lövskog. Den sträcker sig 3,1 kilometer i nord-sydlig riktning, och 5,2 kilometer i öst-västlig riktning.
Genomsnittlig årsnederbörd är 2 224 millimeter. Den regnigaste månaden är maj, med i genomsnitt 369 mm nederbörd, och den torraste är januari, med 27 mm nederbörd.